# جيمس تيبتري جونيور
أليس برادلي شيلدون (بالإنجليزية: Alice Bradley Sheldon) أو (الاسم الأدبي: جيمس تيبتري جونيور) (بالإنجليزية: James Tiptree Jr.) (24 أغسطس 1915، شيكاغو في الولايات المتحدة - 19 مايو 1987 في الولايات المتحدة) روائية أمريكية، حاصلة على جائزة هوغو لأفضل رواية قصيرة عن «الفتاة التي كان مرتبطا بها» في العام 1974.

## نشأتها والأسرة والتعليم
نشأت برادلي ضمن عائلة في أحد الأحياء الفكرية في هايد بارك، وهي منطقة جامعية في شيكاغو. وكان والدها هربرت برادلي، محاميًا وعالم طبيعة، وكانت والدتها ماري هاستينجز برادلي، كاتبة وافرة الإنتاج من الأدب الخيالي وأدب الرحلات. في سن مبكرة سافرت برادلي مع والديها، وفي 1921-22، قامت برادلي بأول رحلة لها إلى وسط أفريقيا، والتي ضمنتها لاحقًا في مجموعتها القصصية: «النساء الرجال لا يرون». وخلال هذه الرحلات، لعبت دور «الابنة المثالية، المستعدة لأن تحمل في أرجاء أفريقيا كطرد، سلوكها حسن وملابسها أنيقة على الدوام بفضل أمها».
من بين رحلات إفريقيا، انضمت [شيلدون] إلى مدرسة في شيكاغو. وفي سن العاشرة، ذهبت إلى مدارس مختبر جامعة شيكاغو، التي كانت ورشة تعليم تجريبية مع فصول صغيرة وهيكل فضفاض. وعندما كانت في الرابعة عشرة من العام نفسه، أرسلت إلى مدرسة لوزان في سويسرا، قبل أن تعود إلى الولايات المتحدة لتلتحق بمدرسة داخلية في تاريتاون في نيويورك. في وقت لاحق، أصبحت فنانة تصويرية، ورسامة، وانضمت كناقدة فنية لصحيفة شيكاغو صن بين 1941 و1942 -تحت اسم «أليس برادلي دافي»-.
سعت شيلدون بتشجيع من والدتها للحصول على وظيفة، لكن والدتها كانت تأمل أيضًا بأن تتزوج وتستقر. في سن 19، التقت وتزوجت من ويليام (بيل) ديفي، زوجها الأول. هرب الزوجان في عام 1934. تركت كلية سارة لورانس، والتي لم تسمح للطلاب المتزوجين بالحضور. انتقلوا إلى بيركلي، كاليفورنيا، حيث أخذوا دروسًا وشجعها بيل على مواصلة الفن. لم يكن الزواج ناجحًا: فقد كان مدمنًا على الكحول وسيئًا من الناحية المادية، وكانت شيلدون لا تحب البقاء في المنزل. تطلق الزوجان في عام 1940.
بعد الطلاق، انضمت شيلدون إلى فيلق مساعدة الجيش النسائي إذ أصبحت ضابط إمداد. في عام 1942، انضمت إلى القوات الجوية لجيش الولايات المتحدة وعملت في مجموعة الاستخبارات الجوية التابعة للجيش. وترقت لاحقًا إلى رائد، وهي رتبة عالية للنساء في ذلك الوقت. في الجيش، «شعرت أنها كانت من بين النساء الأحرار لأول مرة». كضابط استخبارات، أصبحت خبيرة في قراءة صور المخابرات الجوية.
في عام 1945 تزوجت من زوجها الثاني، هنتنغتون دي شيلدون، المعروف باسم «تينغ»، مع قرب انتهاء مهمتها الحربية في باريس. خرجت من الجيش في عام 1946، وفي ذلك الوقت أسست شركة صغيرة بالشراكة مع زوجها. في العام نفسه، نشرت قصتها الأولى (المحظوظون) في عدد 16 نوفمبر 1946 من مجلة ذا نيو يوركر تحت اسم «أليس برادلي شيلدون» في المجلة نفسها. في عام 1952، دعيت هي وزوجها للانضمام إلى وكالة الاستخبارات المركزية، وقبلت ذلك. في الوكالة، عملت كجاسوسة، لكنها لم تستمتع بالعمل. استقالت من منصبها في عام 1955 وعادت إلى الكلية.
درست للحصول على درجة البكالوريوس في الآداب من الجامعة الأمريكية (1957-1959)، وحصلت على الدكتوراه في جامعة جورج واشنطن في علم النفس التجريبي في عام 1967. وكتبت أطروحتها الدكتوراه عن ردود أفعال الحيوانات على محفزات جديدة في بيئات مختلفة. خلال هذا الوقت، كتبت وقدمت بعض القصص الخيالية العلمية تحت اسم جيمس تيبتري الابن، من أجل حماية سمعتها الأكاديمية.
أما عن حياتها الشخصية، فقد كانت شيلدون تتمتع بتوجه جنسي معقد، وقد وصفت حياتها الجنسية بعبارات مختلفة على مدى سنوات عديدة. وبهذه العبارة، على سبيل المثال، فسرت ذلك في مرحلة ما؛ «أحب بعض الرجال كثيرًا، ولكن منذ البداية، وقبل أن أعرف أي شيء، كانت الفتيات والنساء هم من يثيرونني دائمًا».

## الحياة الفنية
بدأت شيلدون مسيرتها الفنية في التاسعة من عمرها، ساهمت في كتاب والدتها، «أليس في أرض الفيلة»، وهو كتاب أطفال عن رحلة العائلة الثانية إلى أفريقيا، ظهرت فيها بنفسها. في وقت لاحق عرضت رسوماتها عن أفريقيا في معرض شيكاغو، نظمه والديها. وعلى الرغم من أنها رسمت العديد من كتب والدتها، لكنها باعت لوحة واحدة خلال حياتها لصحيفة نيويوركر، في عام 1931، بمساعدة هارولد أوبر، وكيل نيويورك الذي عمل مع والدتها. بيعت لوحة الحصان الذي يشب ويسقط راكبه، بعشرة دولارات.
في عام 1936، شاركت شيلدون في معرض جماعي في معهد شيكاغو للفنون، من خلال علاقات عائلتها فيه، ويضم أعمالًا أمريكية حديثة. كانت هذه خطوة مهمة للأمام في حياتها كرسامة. خلال هذه المدة، أخذت دروسًا فنية خاصة من جون سلون. كرهت شيلدون الاحتشام في الرسم. أثناء دراستها لفصل فني لكتاب علم التشريح، لاحظت أن الأعضاء التناسلية كانت مشوشة وغير واضحة، فأبرزتها مرة أخرى بقلم رصاص.
في عام 1939، قبلت لوحتها العارية بورتريه في الريف في معرض «كل الأمريكيين» الذي يقام كل عامين في معرض كوركوران في واشنطن العاصمة، حيث عرضت لمدة ستة أسابيع. على الرغم من اعتبار هذين العرضين تغيرًا كبيرًا، فقد تجاهلت هذه الإنجازات قائلة إن «الرسامين من الدرجة الثانية فقط يبيعون»، وأنها تفضل الاحتفاظ بأعمالها في المنزل.
بحلول عام 1940، شعرت شيلدون أنها قد أجادت كل التقنيات التي كانت بحاجة إليها وكانت مستعدة لاختيار موضوعها. ومع ذلك، بدأت تشك في ما إذا كان عليها أن ترسم. واصلت العمل في تقنيات الرسم الخاصة بها، مفتونة بأسئلة التكوين، وقراءة الكتب على علم الجمال من أجل معرفة ما الذي يجعل اللوحة «جيدة» علميًا. توقفت عن الرسم في عام 1941. لأنها كانت بحاجة إلى وسيلة لدعم نفسها، ساعدها والداها في العثور على وظيفة كناقد فني لصحيفة شيكاغو صن بعد إطلاقها عام 1941. بعد أن أصبحت مطلقة مؤخرًا، بدأت تحمل اسم أليس برادلي ديفي كصحفية، وهي وظيفة احتفظت بها حتى تجندت في الجيش في عام 1942.

## مسيرة الخيال العلمي
اكتشفت برادلي الخيال العلمي في عام 1924، عندما قرأت العدد الأول من مجلة «حكايات عجيبة»، لكنها لم تكتب أي منها بنفسها إلا بعد سنوات. متشككة حول ما يجب القيام به مع شهاداتها الجديدة ومهنها الجديدة/ القديمة، بدأت شيلدون في كتابة الخيال العلمي. تبنت اسمًا مستعارًا جيمس تيبتري الابن في عام 1967. اسم «تيبتري» جاء من جرة من مربى البرتقال، و«الابن» كانت فكرة زوجها. في مقابلة، قالت: «الاسم الذكوري بدا وكأنه تمويه جيد. كان لدي شعور بأن الرجل سوف تلاحظ أخطاؤه بصورة أقل. لقد واجهت الكثير من التجارب في حياتي بأنني أول امرأة في بعض المهن اللعينة». وقد اتخذت خيار بدء كتابة الخيال العلمي، وكانت هي نفسها مهتمة بها، وقد «فوجئت عندما وجدت أن قصصها قد قبلت للنشر على الفور وسرعان ما أصبحت رائجة».
كانت قصتها الأولى «ميلاد بائع» المنشورة في مجلة «الخيال العلمي التناظري والواقع» عدد مارس 1968 الذي حرره جون كامبل. وتوالت المزيد من القصص في السنة نفسها في مجلة «في حالة الروعة». من بين الأسماء المستعارة الأخرى التي استخدمتها: «أليس هاستينغز برادلي»، و«آليس دايفي الأب»، و«آليس ب. شيلدون»، و«راكونا شيلدون»، و«آلي».
الكتابة تحت الاسم المستعار راكونا، لم تكن موفقة جدًا لها في النشر، حتى تدخلت، أناها الأخرى، تيبتري، وكتبت إلى الناشرين ليتدخلوا.
بقيت ناجحة تحت اسمها المستعار (تيبتري) حتى أواخر عام 1977، ولكن النجاح كان جزئيًا لأنه على الرغم من أن «تيبتري» كان معروفًا على نطاق واسع بأنه اسم مستعار، لكن من المفهوم عمومًا أن استخدامه يهدف إلى حماية السمعة المهنية لجماعة المخابرات. كان يسمح للقراء والمحررين والمراسلين بممارسة الجنس، وبشكل عام، ولكن ليس دائمًا، كانوا يفترضون أنهم ذكور «الذكور». كانت هناك تكهنات، تستند جزئيًا إلى المواضيع في قصصها، أن تيبتري قد تكون أنثى. كتب روبرت سيلفربيرغ «قيل إن تيبتري أنثى، وهي نظرية أجدها سخيفة، لأنه يوجد شيء ذكوري بشكل لا لبس فيه في كتابات تيبتري». قارن سيلفربيرغ أيضًا بينها وبين إرنست هيمنغواي، وفي الحقيقة، «كانت ذكورية أكثر».
لم تظهر «تيبتري» على العلن، لكنها كانت تتواصل بانتظام مع المعجبين وغيرهم من مؤلفي الخيال العلمي عبر البريد. وعندما سئلت عن تفاصيل السيرة الذاتية، كانت تيبتري/ شيلدون صريحة في كل شيء عدا جنسها. ووفقًا لسيرة سيرتها الذاتية، جولي فيليبس، «لم يسبق لأحد أن رأى أو تحدث إلى صاحب هذا الصوت. لقد كتب رسائل دافئة وصريحة ومضحكة لكتاب ومحررين آخرين ومعجبي الخيال العلمي». في رسائلها إلى زملائها الكتاب مثل أورسولا لو جوين وجوانا روس، كانت ستقدم نفسها كرجل مناصر للنسوية؛ ومع ذلك، لم تقدم شيلدون نفسها كذكر. كانت الكتابة وسيلة للهروب من مجتمع يهيمن عليه الذكور، واستكشفت مواضيع تيبتري في القصص القصيرة التي جمعت في وقت لاحق في مجوعتها «دخانها شاهق على الدوام». قصة واحدة على وجه الخصوص تقدم توضيحًا ممتازًا لهذه المواضيع. «هيوستن، هيوستن، هل تقرأ؟» يتبع مجموعة من رواد الفضاء الذين اكتشفوا أرضًا مستقبلية أُفني سكانها الذكور؛ وتعلمت الإناث المتبقية أن تكون حياتهن جيدة في غيابهم.
بعد وفاة ماري هاستينجز برادلي في عام 1976، ذكرت «تيبتري» في رسالة أن والدتها، وهي كاتبة أيضًا، قد توفيت في شيكاغو - التفاصيل التي أدت إلى تحري المشجعين للعثور على النعي، مع الإشارة إلى أليس شيلدون؛ انكشف كل شيء في أقرب فرصة. بمجرد انتهاء الصدمة الأولى، كتبت «آلي» إلى أحد صديقاتها المقربات، أورسولا لو جوين، تعترف بهويتها: «لم أكتب لك أي شيء سوى الحقيقة الدقيقة، لم يكن هناك أي حساب أو نية للخداع، بخلاف التوقيع الذي أصبح مجرد لقب آخر على مدار أكثر من 8 سنوات ؛ كل شيء عدا ذلك هو أنا. الأمر هو أنني امرأة تبلغ من العمر 61 عامًا تدعى أليس شيلدون -وتلقب بـ«آلي»- منعزلة بطبيعتها ولكنها تزوجت من رجل بالغ اللطف يبلغ من العمر 37 عامًا، لا يقرأ ما أكتبه إلى حد كبير ولكنه سعيد لأنني أحب الكتابة.
عانى العديد من كتاب الخيال العلمي البارزين من الإحراج. كتب روبرت سيلفربيرغ مقدمة مجوعتها القصصية: «عوالم حميمية» وجادل، من خلال أدلة قصص هذه المجموعة، أن تيبتري لا يمكن أن تكون امرأة. وقدم هارلان إليسون قصص مختارة لـ تيبتري «رؤى خطيرة مرة أخرى» مفادها أن «كيت ويلهلم هي المرأة التي تغلب عليها هذا العام، لكن تيبتري هي الرجل».

## روابط خارجية
- جيمس تيبتري جونيور على موقع IMDb (الإنجليزية)
- جيمس تيبتري جونيور على موقع الموسوعة البريطانية (الإنجليزية)
- جيمس تيبتري جونيور على موقع ميوزك برينز (الإنجليزية)